# سنان اوزکان
سینان اوزکان (انگلیسی: Sinan Özkan؛ زادهٔ ۲۲ مارس ۱۹۸۸) بازیکن فوتبال اهل ترکیه است.
از باشگاه‌هایی که در آن بازی کرده‌است می‌توان به باشگاه فوتبال قونیه‌اسپور، باشگاه فوتبال سن-اتین، باشگاه فوتبال سامسون‌اسپور، باشگاه ورزشی آدانا دمیرسپور، باشگاه فوتبال آلانیا اسپور، باشگاه فوتبال الازیغ‌اسپور، باشگاه فوتبال مانیسااسپور، باشگاه فوتبال توکات‌اسپور، و باشگاه ورزشی غازی عینتاب اف.کی اشاره کرد.
وی همچنین در تیم ملی فوتبال زیر ۲۱ سال ترکیه بازی کرده‌است.